# Södra stadshuskällaren

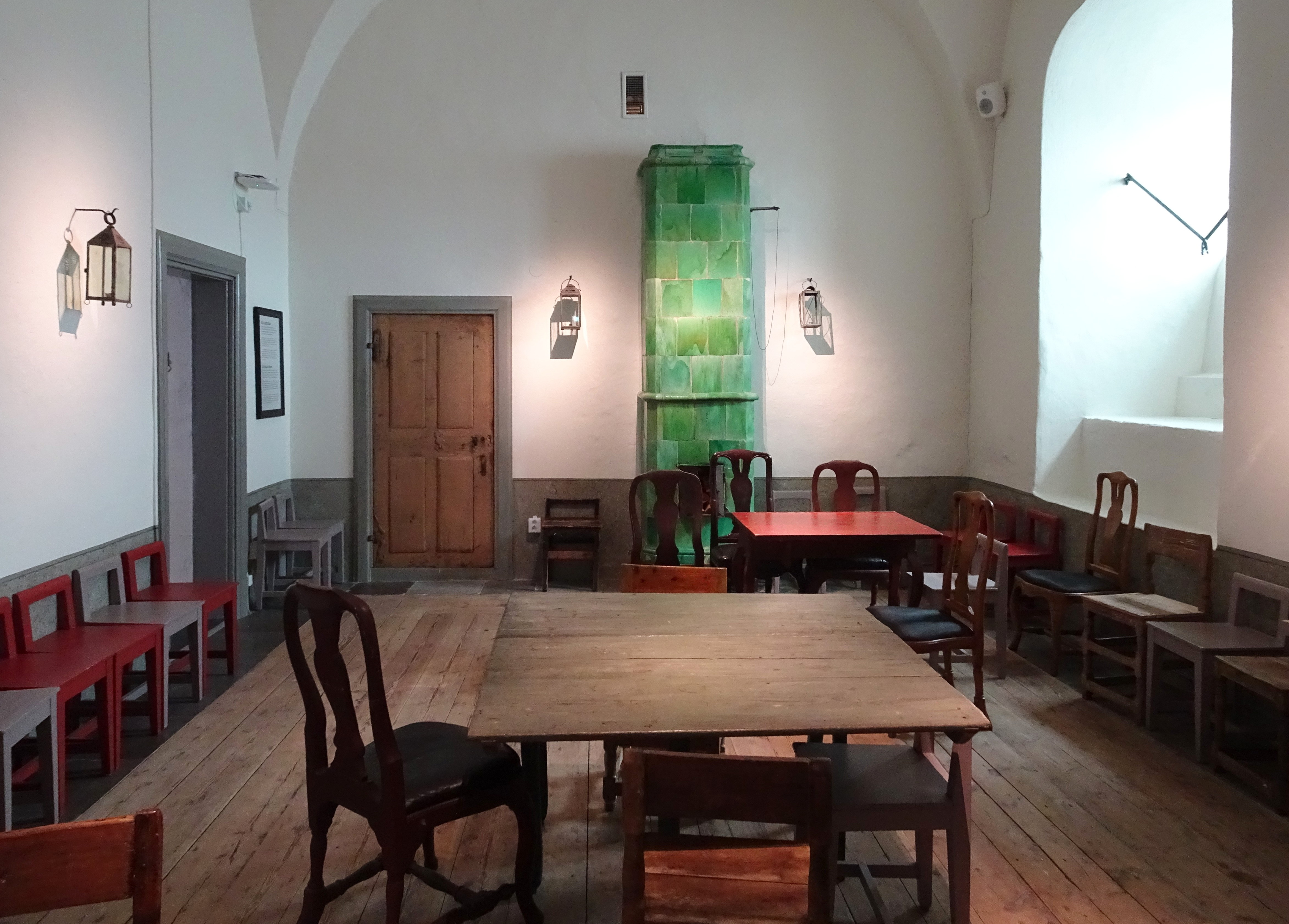
Rekonstruktion av Södra stadshuskällaren, 2019.

Södra stadshuskällaren (även kallad Malmens källare) var en krog i Södra stadshuset (nuvarande Stadsmuseet i Stockholm) som existerade mellan 1680 och 1849. I Stadsmuseets permanenta utställning har den gamla källarstugan återfått det utseende den hade på 1700-talets mitt.

## Historik

### Lokalerna

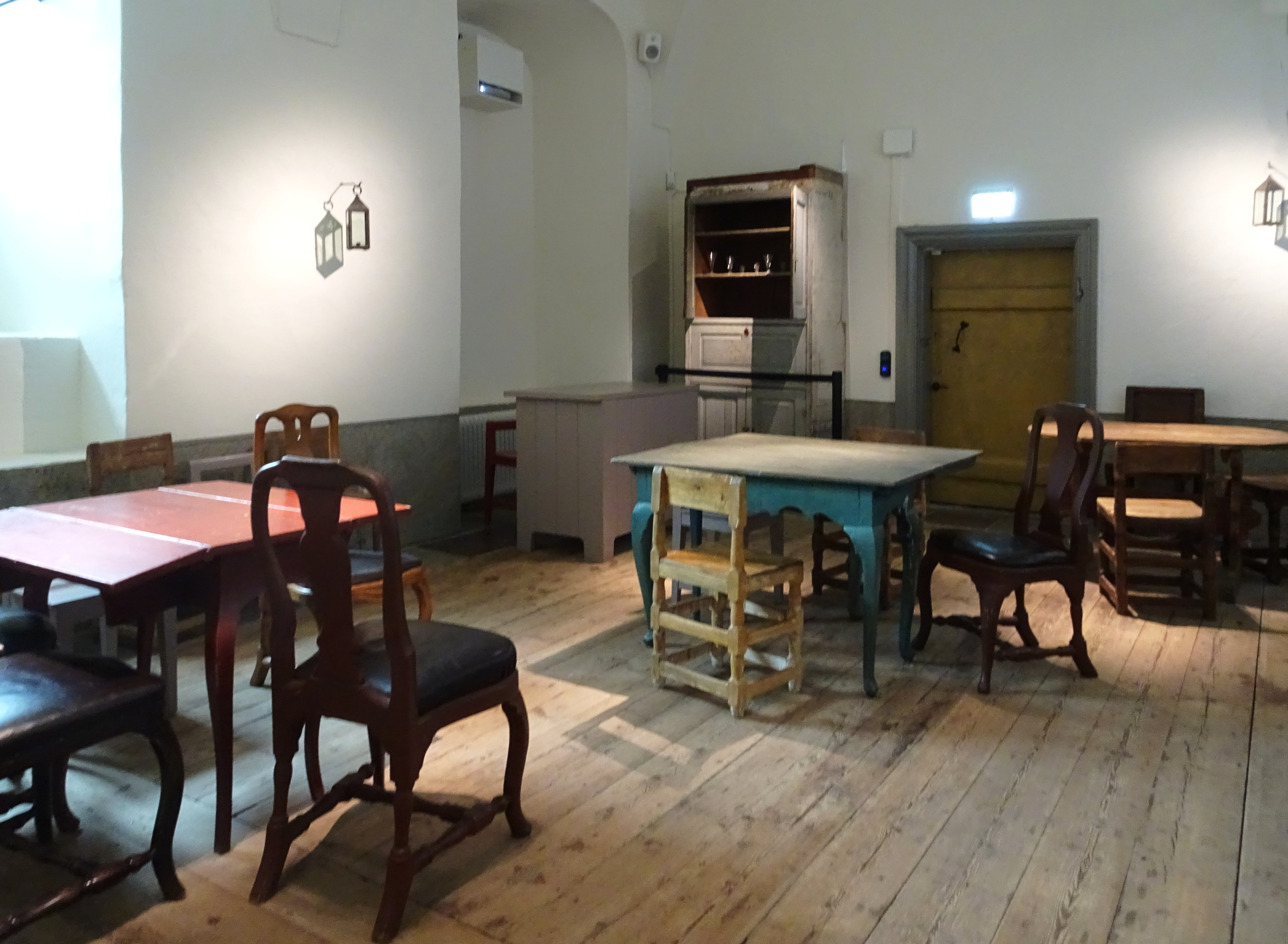
Södra stadshuskällaren, 2019.

Redan under Södra stadshusets byggnadstid på 1670-talet beslöt Stockholms stad att tillåta ”vin- och ölskänkeri av främmande drycker” i byggnaden  och några lokaler utarrenderades till vinskänken Daniel Idman, som dock redan 1678 fick lämna rörelsen. Men när Södra stadshuset stod klart 1680 kunde Södra stadskällaren disponera flera rum, framför allt i den norra flygelns källare. Där hade utskänkningslokalen en egen ingång från Brunnsbacken (nuvarande Södermalmstorg). Även hörnrummet mot Götgatan var serveringslokal. Via ett förmak och en korridor kunde man nå köket som låg närmast huvudtrappan. Ytterligare ett par rum, varav ett kallat barnkammare, fanns i närheten. Bagarstuga och brygghus låg på andra sidan trapphuset. I Södra stadshusets bottenvåning användes två stora rum med välvt tak, här förvarades vinet och mellan dessa rum låg svagdrickskällaren.

### Rörelsen och gästerna

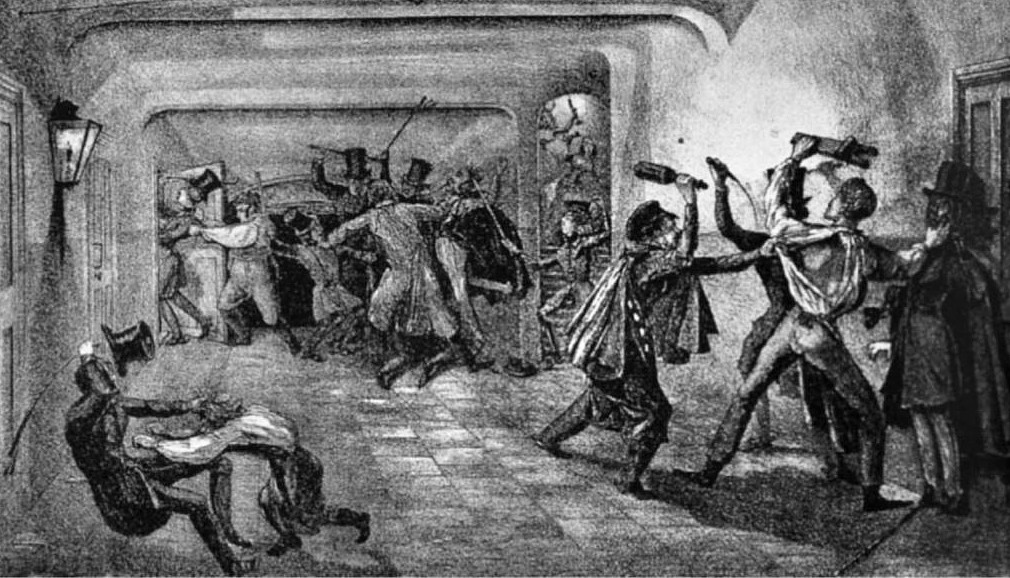
Slagsmål på Malmens källare 1842. Av Ferdinand Tollin

En av de första vinskänkarna var Johan Jöransson, efter dennes död 1734 övertog hustrun Sofia Margareta Jöransson, född Kock, verksamheten. Då var lokalen rätt sliten och vid en inspektion påminde hon om att valvet borde anstrykas med ljus oljefärg ”som när nödigt tvättas kan”. Efter hennes död 1765 fick vinskänken Magnus Zelling utskänkningstillståndet för stadshuskällaren. Han var en betrodd man inom vinskänkssocieteten och under flera år även dess äldste föreståndare.
Södra stadshuskällaren hade gott renommé och där ordnades många fester med prominenta gäster, bland dem Carl Michael Bellman, Gustav III och Ulla Winblad. En annan känd eller snarare beryktad gäst var stortjuven Lasse-Maja. Han fantiserade i en dikt om att beställa en måltid "uppå Södra stadsens hus". I Södra stadshuset dansades även. Festlokalerna, Stadshussalongen, utgjordes av två större salar, som man nådde via en stentrappa från stadshuskällarens entré.
Den 30 oktober 1842 ubröt ett stort slagsmål mellan några officerare och ett antal gäster. När stadsvakten anlände var bataljen i fullgång och så våldsam att inte vågade ingripa. Istället drog de sig försiktigt tillbaka.  Stockholmsskildraren Ferdinand Tollin illustrerade händelsen.

### Stadshuskällarens slut
År 1849 upphörde rörelsen för Södra stadshuskällaren. Från omkring 1880 hade vinhandelsfirman Dahlheim & Engström sina lokaler för ”Viner & Spirituosa” i stadshuskällarens gamla utrymmen (hörnet Södermalmstorg/Götgatan). Fram till 1950-talet hade Sociala hjälpbyrån för psykiskt sjuka sin verksamhet i källarlokalerna, då tog Stadsmuseet över och fick samtidigt många föremål som har med matlagning och förtäring att göra.

## Rekonstruktion
I Stadsmuseets utställning "Stolta stad", som behandlade 1700-talet, har den gamla källarstugan rekonstruerats och återfått det utseende den hade under Sofia Margareta Jöranssons tid på 1700-talets mitt. I rummet märks fönster med blyinfattade rutor, en grön kakelugn på ena fondväggen och taket anstruket med ljus oljefärg, exakt som källarmadammen önskade.